# کورنلیا اوبرلندر
کورنلیا اوبرلندر (انگلیسی: Cornelia Oberlander; ۲۰ ژوئن ۱۹۲۱ – ۲۲ مهٔ ۲۰۲۱) معمار اهل کانادا بود.